# Charles Gaudichaud-Beaupré
Pour les articles homonymes, voir Beaupré.
Charles Gaudichaud-Beaupré est un botaniste français, né le 4 septembre 1789 à Angoulême et mort le 16 janvier 1854 à Paris.

## Biographie
Il étudie la pharmacologie, la chimie et l'herbologie à Cognac, auprès de son beau-frère, et à Angoulême. Il achève ses études à Paris. Il travaille un temps dans un laboratoire de chimie à Cognac avant de venir à Paris à l’invitation de botanistes du Muséum national d'histoire naturelle. Il étudie à l’école de médecine navale d’Anvers de 1811 à 1814.
Il est choisi par Jean René Constant Quoy (1790-1869) pour participer comme botaniste à l'expédition autour du monde de 1817 à 1820. Elle est dirigée par Freycinet (1779-1842) et est constituée des vaisseaux l’Uranie et la Physicienne.  Il herborise notamment à Shark Bay, à Port Jackson et dans les Montagnes bleues (Blue Mountains). Il réussit à sauver une partie des riches collections que l’expédition rapporte lorsque l’Uranie fait naufrage aux Malouines.
Il accomplit un nouveau voyage en Amérique du Sud de 1830 à 1832 à bord de l'Herminie et visite le Brésil, le Chili et le Pérou. Gaudichaud-Beaupré prend part à un nouveau voyage autour du monde de 1836 à 1837 à bord de La Bonite commandée par Auguste-Nicolas Vaillant (1793-1858).
Il est élu correspondant de l'Académie des sciences en 1828 et en devient membre le 16 janvier 1837. Il est correspondant du Muséum en 1830. Il reçoit le prix Monthyon de l’Académie en 1835.
À son retour en France en 1837, Gaudichaud-Beaupré devient professeur de pharmacie à la Faculté de médecine de Paris. Il est membre de la Société botanique de France depuis son origine en 1854.

## Liste partielle des publications
- Voyage autour du monde exécuté pendant les années 1836 et 1837 sur la corvette La Bonite commandée par Vaillant... Histoire naturelle. Botanique (Arthus-Bertrand, Paris, 1844-1846) : Scan-Book.
- Voyage autour du monde... exécuté sur les corvettes de S. M., ″l'Uranie″ et ″la Physicienne″, pendant les années 1817, 1818, 1819 et 1820, publié... par M. Louis de Freycinet,... Botanique, par M. Charles Gaudichaud [avec la collaboration de MM. Persoon, Agardh et Schewaegrichen] (Pillet aîné, Paris, 1826) : Scan-Book.
- Recherches générales sur l'organographie, la physiologie et l'organogénie des végétaux (Imprimerie Royale, Paris, 1841).

## Sources
- Marie-Louise Bauchot, Jacques Daget & Roland Bauchot (1997). Ichthyology in France at the Beginning of the 19th Century : The “Histoire Naturelle des Poissons“ of Cuvier (1769-1832) and Valenciennes (1794-1865). in Collection building in ichthyology and herpetology (PIETSCH T.W.ANDERSON W.D., dir.), American Society of Ichthyologists and Herpetologists : 27-80.  (ISBN 0-935868-91-7)
- Jean Dhombres (dir.) (1995). Aventures scientifiques. Savants en Poitou-Charentes du XVIe au XXe siècle. Les éditions de l’Actualité Poitou-Charentes (Poitiers) : 262 p.  (ISBN 2-911320-00-X)